# Costa dels Pirates
Costa dels Pirates és el nom que donaren els britànics i altres europeus a la costa sud del golf Pèrsic prop de l'estret d'Ormuz, perquè en aquesta zona hi operaven pirates, principalment els Qawasimi (de la dinastia dels Qasimi) de Djulfar i els Banu Yas d'Abu Dhabi. Els britànics els van atacar per primer cop el 1809 i els van imposar un tractat de pau el 1820. A aquest tractat (signat per Abu Dhabi, Djulfar/Ras al-Khaimah, Ajman i Umm al-Qaiwain), va seguir un altre el 1835 (signat també per Dubai) i finalment el tractat de treva perpetu signat el 1853 també pels cinc xeicats. Després d'això el país fou conegut per Trucial Oman o Oman de la Treva, però el nom de Costa dels Pirates va subsistir fins i tot després del 1892 quan els xeicats, pels anomenats Acords Exclusius, van quedar sota protectorat de la Gran Bretanya. Fins vers el 1965 el nom de Costa dels Pirates va romandre com a nom incorrectament aplicat.